# سهرورد
سُهرَوَرد شهری تاریخی و گردشگری واقع در شهرستان خدابنده استان زنجان می‌باشد. این شهر با جمعیتی بالغ بر ۷۱۰۰ نفر در ۲۴ کیلومتری شهر قیدار قرار دارد.
سُهرَوَرد دارای طبیعت بکر و پوشش گیاهی بی نظیر است و از نظر جغرافیایی از جنوب به شهر گرماب از غرب به شهر بیجار کردستان، و از شرق به شهر قیدار متصل می‌گردد. دین مردم سهرورد مسلمان و پیرو مذهب شیعه است. سهرورد تا سال ۱۳۸۷ه‍.ش روستا بود و در این سال به شهر ارتقاء یافت.

## نام گذاری
محمد مهریار در خصوص نامگذاری سهرورد گفته است که:
" «سهرورد» مرکب از دو جزء است: سهر + ورد. جزء اول همان «سرخ» است که از صورت «سوخر» به صورت «سهر» تحول و تطور یافته است و در این شکی نیست. اما جزء دوم «ورد» در عربی از واژگان دخیل است و از پهلوی «ورت» گرفته شده و به معنای «گل» است و بنابراین واژهٔ سهرورد درست به معنای «سرخ‌گل» است که نام مناسب و زیبایی برای نام گذاری محل است و …"
تئودور نلدکه و بعداً یوزف مارکوارت، بر این باورند که سهرورد برگرفته از نام سهراب است و شکل پیشینی آن سهراب‌گرد یا شبیه به آن بوده است.

### پیشینه
سهرورد پیشینه‌ای تاریخی داشته و زادگاه بزرگانی همچون شیخ شهاب‌الدین سهروردی است. ابن‌حوقل دربارهٔ این شهر می‌نویسد: «از جانب سلطان امیر یا عاملی جهت رسیدگی به اموال در آنجا نیست و فراخی معیشت و ارزانی و موقعیت خوب بر اهمیت آن افزوده و شهر پربرکت و حاصل‌خیز است و مردمانش اغلب کُرداند، و بیشتر سکنهٔ آن در سابق از خوارج بودند و سپس از آنجا رفته‌اند و گروهی نیز به سبب وطن‌پرستی، خفت و خواری را پذیرفته‌اند و شهری است استوار و دارای حصار» این مورد در نوشته‌های ابن حوقل حائز اهمیت است که برخی جغرافی‌دانان و مورخان دوران اسلامی، نظیر وی گروه‌های صحرانشین و نیمه‌صحرانشین ایرانی را نیز به عنوان کلی اکراد ذکر می‌کرده‌اند و منظور آن‌ها لزوماً مردمان کردنژاد نبوده بلکه همه چادرنشینان و گله‌داران ایرانی غیر عرب و غیر تُرک را به همین نام می‌خواندند.
این شهر تا سدهٔ هفتم هجری آباد بوده که در اثر حملهٔ مغول‌ها آسیب دیده است.

## سرشناسان سهرورد
- شهاب‌الدین سهروردی، فیلسوف معروف ملقب به شیخ اشراق، شیخ مقتول و شیخ شهید(۵۴۹–۵۸۷ ق / ۱۱۵۴–۱۱۹۱ م)
- شهاب‌الدین عمر سهروردی از معروف‌ترین شیوخ تصوف (۵۴۲–۶۳۲ قمری)
- ابوالنجیب سهروردی از مشایخ صوفیه در قرن ششم هجری و از فقها و واعظان شافعی (۴۹۰–۵۶۳)
- احمد سهروردی از خوشنویسان برجسته دوره ایلخانی، شاگرد یاقوت مستعصمی. ۶۴۵هجری قمری وفات احتمالاً ۷۴۱

## صنایع دستی
از صنایع دستی سهرورد می‌توان به قالی، گلیم و جاجیم اشاره کرد.

## غذاهای محلی وره آورد
از غذاهای محلی سهرورد می‌توان به کله‌جوش و آبگوشت محلی اشاره کرد.
به دلیل وجود باغات و مزارع و جنگل‌های بسیاری که در این شهر قرار دارد، عمده‌ترین محصول و ره آورد سهرورد گردو است. در کنار این محصول انگور، سیب، زرد آلو، هلو، آلو، گیلاس، آلبالو، نخود، عدس، گندم و هندوانه نیز از محصولات سهرورد است.